# Peter Steiger (Politiker, um 1445)
Peter Steiger (* um 1445; † vermutlich zwischen dem 17. Dezember 1498 und dem 1. März 1499 in Aigle; heimatberechtigt in Saanen und Bern) war ein Schweizer Offizier in fremden Diensten  und Politiker.

## Leben

### Frühes Leben und Herkunft
Peter Steiger war der Sohn des begüterten Grundbesitzers Christian Steiger und dessen Ehefrau Jacobea (geb. Loy). Seine Wurzeln lagen in den Regionen Saanen und Bern, wo er auch seine politische Karriere begann. Trotz der spärlichen Informationen über seine frühen Jahre ist bekannt, dass er sich in einem Umfeld bewegte, das von den politischen und sozialen Umwälzungen des späten Mittelalters geprägt war.
Ob er verheiratet war oder Nachkommen hatte, ist unbekannt. Nach seinem Tod wurde sein Bruder Jakob als Erbe erwähnt, was darauf hindeutet, dass er ohne direkte Nachkommen starb.

### Militärische Laufbahn und politische Karriere
Sein erstes dokumentiertes Auftreten stammt vom St. Annatag 1470, als Peter Steiger ein Missale für die Kirche von Zweisimmen stiftete. Bald darauf trat er in fremde Kriegsdienste ein (siehe Schweizer Truppen in fremden Diensten). Im September 1471 erhielt er zwei amtliche Empfehlungsschreiben, eines an den Herzog von Savoyen, Amadeus IX., und eines an den König von Frankreich, Ludwig XI., was seine militärischen Ambitionen und seine Rolle als Bürger von Bern unterstreicht. Zu diesem Zeitpunkt war er im Kriegshandwerk bereits kein Neuling mehr. In den Schreiben wird seine hohe Achtung und die Anerkennung seiner guten Sitten und Entschlossenheit betont.
Er trat 1473 als Landschreiber von Saanen in den politischen Dienst, was einen bedeutenden Schritt in seiner Karriere darstellte. Im Jahr darauf, 1474, wird er als Berner Grossrat erwähnt, was seine wachsende Bedeutung in der politischen Landschaft der Region verdeutlicht. 1475 übernahm er die Rolle eines öffentlichen Notars und wurde sofort beeidigt, was ihm zusätzliche Einflussmöglichkeiten verschaffte.
Sein Kriegsdienst erstreckte sich über die Jahre 1475 bis 1477, in denen er an den Feldzügen gegen Karl den Kühnen in Burgund und Savoyen teilnahm. Für seine Verdienste erhielt er zahlreiche Gnadenerweisungen, darunter die Ansprüche seines Schwagers Jean Renaud von Romont auf die Erbschaft seiner Mutter, die ihm um seiner getreuen Dienste willen als Gerechtigkeiten anerkannt wurden. Ausserdem erhielt Peter Steiger zusammen mit Johann Espagnod von Freiburg die Pacht auf die eroberten Herrschaften Orbe, Grandson, Echallens und Montenach. Diese Ernennungen zeugen von seinem Engagement und seiner Loyalität gegenüber der Berner Regierung.

### Verwaltung und Gubernatur
Als Gubernator organisierte Peter Steiger ab 1478 die Verwaltung der Landschaft Aigle. Diese Rolle erforderte sowohl organisatorisches Talent als auch politische Weitsicht, um die Interessen der Region effektiv zu vertreten. In seiner Funktion als Vogt von Aigle sah sich Peter Steiger auch Angriffen ausgesetzt, insbesondere von den Gebrüdern von Compeys, deren Schloss Thorens bei der Eroberung der Landschaft durch Bern niedergebrannt wurde. 1479 wurde er von vier Angreifern überfallen, was zu einem weiteren Konflikt mit der savoyischen Obrigkeit führte.
Nach seiner Zeit als Gubernator übernahm er die Landvogtei Grandson, eine Position, die ihm noch mehr Macht und Einfluss verlieh. 1495 kehrte Peter Steiger als Schreiber nach Aigle zurück, was seine Verankerung in der Region unterstreicht.

### Wirtschaftliche Aktivitäten
Neben seiner politischen Karriere war Peter Steiger auch wirtschaftlich aktiv. 1480  erhielt er erstmals eine Konzession für den Eisenerzabbau in Bex. Diese Konzession stellte einen wichtigen Schritt in der wirtschaftlichen Entwicklung der Region dar und wurde in den folgenden 14 Jahren mehrfach erneuert. 1494 wurde die Konzession auf die Ausbeutung aller Metalle sowie von Salz, Alaun, Schwefel und Salpeter in Aigle, Ollon, Bex, Les Ormonts, Noville und Chessel ausgeweitet. Diese umfangreichen Bergbauaktivitäten zeugen von Peter Steigers Weitblick und seiner Fähigkeit, wirtschaftliche Chancen zu nutzen.
Sein Engagement in der Silberbergwerksausbeutung im Val de Bagnes stellte jedoch eine besonders bedeutende Unternehmung dar. Zusammen mit Werner Löubli († 1490) erhielt er vom Abt Wilhelm VI. (Guillaume Bernardi d’Allinges) der Abtei Saint-Maurice 1490 die Konzession zur Ausbeutung neu entdeckter Gruben in Peiloz, in der Nähe des Dorfes Bruson. Diese Unternehmung sollte sich jedoch als problematisch erweisen, da der Bischof von Sitten, Jost von Silenen, die Konzession zurückzog, was zu heftigen Konflikten und rechtlichen Auseinandersetzungen führte. Der Prozess um die Entschädigung für die zurückgezogenen Konzessionen zog sich über viele Jahre hin und wurde erst 1500 unter der Regierung des Bischofs Matthäus Schinner abgeschlossen.

### Soziale Stellung und Adel
Peter Steigers sozialer Aufstieg zeigt sich auch in dem 1478 erworbenen kaiserlichen Adelsbrief. Dieser Schritt war nicht nur eine persönliche Errungenschaft, sondern auch ein Zeichen für den Aufstieg der Bürger in den sozialen Hierarchien des späten Mittelalters. Gleichzeitig vollzog er den Wechsel von der Gesellschaft zu Niedergerbern zu jener Zum Narren und Distelzwang, was auf einen Wandel in seiner sozialen Identität und seinen Ambitionen hinweist.